# Riezwyj (miejscowość)
Riezwyj (ros. Резвый) – osiedle w Rosji, w obwodzie orenburskim, w rejonie bugurusłańskim. W 2010 liczyło 140 mieszkańców.